# Ciudad Vieja (Guayaquil)

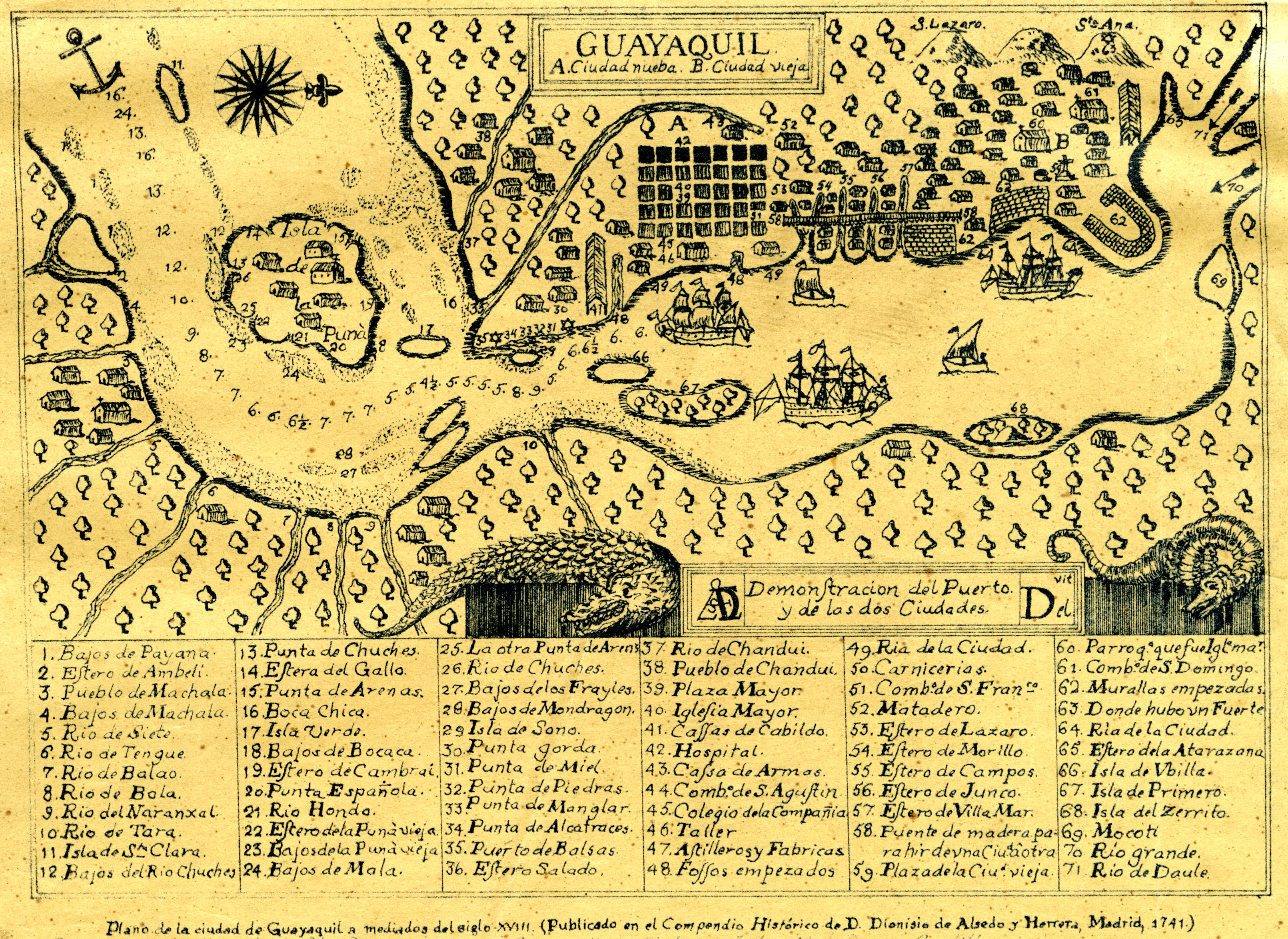
Plano de las Ciudades Vieja y Nueva de Guayaquil.

Ciudad Vieja fue uno de los sectores históricos de la ciudad de Guayaquil en la época colonial. En conjunto con Ciudad Nueva, fue uno de los dos polos de crecimiento urbanístico de la ciudad. Su creación se estableció en 1547 con la conquista definitiva de la región de Guayaquil tras los continuos traslados de la población por ataques de nativos o guerras civiles entre españoles.
El origen de este término para este sector se encuentra en la división que tuvo Guayaquil con la obtención de los permisos necesarios para poder construir un nuevo emplazamiento en La Sabaneta en 1693. Aunque parte de la población se trasladó hacia la denominada Ciudad Nueva, varias familias decidieron mantener sus viviendas en este sector.
Este sector estaba situado principalmente en las faldas del cerro Santa Ana y parte del cerro San Lázaro, y su eje central fue la Iglesia de Santo Domingo en La Planchada. Con el pasar de los años, Ciudad Vieja necesitaba expandirse hacia el sur, pero estaba separado de Ciudad Nueva por varios esteros que atravesaban un área anegadiza por lo que se construyó el Puente de las Ochocientas Varas que comunique ambos emplazamientos.
El sector en el que se asentaba la Ciudad Vieja está actualmente comprendido dentro de la parroquia Carbo-Concepción, en la división administrativa oficial vigente.

## Historia
La primitiva ciudad de Guayaquil que se ubicaba entre los Cerros Santa Ana y del Carmen, sus habitantes se servían del agua que fluía de los manantiales de los cerros y otros menos desfavorecidos tenían que recogerla directamente del río Guayas. Al crecer la ciudad se hizo necesario construir nuevos pozos y el primero que se abrió fue el de los Agustinos en el año 1622 tan bien construido y fuente que parecía inagotable del líquido vital siguió existiendo hasta finales del siglo XIX. Los Dominicos que hasta en la actualidad mantienen su iglesia y convento en el mismo sitio, no se quedaron atrás y al año siguiente abrieron otro pozo. Para el año de 1624 se asoció el cabildo de la ciudad y un grupo de entendidos en la materia y abrieron el pozo de la Noria, este se encontraba en la intersección de las actuales calles Rocafuerte y Julián Coronel y que al sector en la actualidad se lo sigue conociendo como Boca del Pozo.

### Girolamo Benzoni
La información dada por este historiador, nos dice que dos años después de que se establezca definitivamente Guayaquil en el Cerro Santa Ana (1547), la ciudad estaba compuesta por 22 casas, mismo número de casas que tenía también por ese entonces la villa de Portoviejo que había sido fundada mucho años antes.

### Fray Fernando de Lizárraga
Lizárraga era un religioso que tenía como misión llegar a la ciudad de Quito, pero a su paso conoció a la primigenia Guayaquil de la cual dice lo siguiente "Este pueblo de Santiago de Guayaquil es muy caluroso por estar apartado de la mar; tiene mal asiento, por ser edificado en terreno alto, con figura como de silla estradiota, por lo cual no es de cuadras ni tiene plaza, sino muy pequeña, no cuadrada." Se refiere a mal asiento por ubicarse en la parte llana, entre los cerros Santa Ana y El Carmen por ello se refiere como  a silla estradiota o montura por su forma en U. "Críanse en las casas muchas sabandijas, cuales son culebras y algunas vívoras, sapos muy grandes, ratones en cantidad; estan cenando o en la cama y vense las culebras correr por el techo tras el raton, que son como las ratas de España..." Como vemos, las estructuras de las viviendas no eran de lo mejor por lo cual se hacía fácil que entraran en ellas todo tipo de animales.
"Es pueblo de contratación, por ser el puerto para la ciudad de Quito, y por se hacer en él muchos y muy bueno navíos, y por las sierras de agua que tiene en las montañas el rio arriba, de donde se lleva a la ciudad de Los Reyes muchas y muy buenas maderas" En un principio se pensó a Guayaquil como un puerto de Quito, pero con el pasar de los años la ciudad tomó mayor importancia y su economía ya no dependía tanto de Quito. Siguiendo con la reseña de Lizarraga, ya desde las primeras décadas del siglo XVI la ciudad comenzó a exportar madera fina para el centro político que en ese entonces era Lima; "...el agua del rio, particularmente la que se trae de Guayaquil el Viejo, que es donde se pobló este pueblo;..." ese lugar al que Lizárraga llama Guayaquil el Viejo seguramente se refiere al sitio donde Belalcazar asentó por primera vez la ciudad de Santiago en los llanos regentados por el cacique Guayaquile.
"Todo este rio, a lo menos en la madre que yo vi, es abundante en caimanes o lagartos, que son los cocodrilos del rio Nilo, muy grandes, de veinte y cinco pies en largo, y desde abajo, conforme a la edad que tienen...". En la actualidad quedan muy pocos debido a la caza furtiva que se realizaría con el pasar de los siglos y en la actualidad en la Isla Santay los comuneros los tienen en criaderos; estos no pasan de 10 ejemplares.

### Guayaquil según La Guía Histórica
Hacia 1570 la ciudad contaba con 23 encomenderos y 100 vecinos, lo que significaría unos 600 habitantes en total. El Puerto tenía ya notable actividad, pues era el paso obligado para llegar o salir de Quito. El peor enemigo del vecindario era el fuego en el año de 1581 ocurrió el segundo en importancia, al perderse gran parte de las casas incluido el Hospital. Para 1583 la población contaba con tan solo 60 vecinos. En 1581 se reitera que solo había 15 encomenderos, dándose a entender que la ciudad no había progresado, pero el dato no es del todo cierto, ya que los indios al no ser fáciles de explotar, no era muy atractiva esta actividad de las encomiendas entre los españoles.

### El enemigo gratuito de Guayaquil
Aunque parezca algo tosco el título de esta sección, no es para nada exagerada. El Presidente de la Audiencia de Quito Antonio de Morga Sánchez Garay, es considerado por muchos historiadores porteños como uno de los presidentes más perjudiciales, ya que por el año de 1615, propuso a la autoridad Virreinal que los navíos que se construyan para la Armada de la Mar del Sur, no se los construya en Guayaquil, porque según él eran más feas y más caras y proponiendo en su lugar a las Filipinas (de donde acababa de llegar) para tal propósito. Dicha sugerencia, a buena hora, fue desestimada por el virrey de Lima.

### Guayaquil según la descripción Anónima de 1605
La ciudad estaba fundada entre dos cerros que parece a un asiento de silla gineta y poseía 61 casas, la tierra inmediata era toda montosa. Hay ríos y mucha tierra llana y fértil pero la mayoría es tierra fangosa cubierta de monte y manglares. El río Yaguachi también lo llamaban Guayaquil. A siete leguas de la ciudad esta la isla Puna que tiene un puerto llamado de "Bui" en donde surgen los navíos grandes y los medianos suben a la ciudad con la marea, sin ella no pueden por los bajos. Hay muchos géneros de hierbas medicinales con que los indios se curan pero no son conocidas por los españoles. Los animales más fieros son los lagartos en el río que llegan a medir hasta 20 y 25 pies de largo. Los ríos tienen gran cantidad de pescado, también en el estero de mar  que esta a dos y tres leguas de la ciudad se pesca en cantidad. No hay en todo el distrito minas de ningún metal, pero dicen que en unos cerros a dos o tres leguas de Guayaquil hay muestras de minas de plata sobre cobre.  Los de Puna venden pescado en la ciudad.
El sitio en el que ahora se encuentra la ciudad se llamaba Paso de Guaynacaba que fue Rey del Perú. La ciudad tiene 61 casas 4 de ellas son de posada, tiene casa de cabildo hecha de madera labrada de roble y cubierta con tejas y una almona donde  se labra jabón con grasa y cebo de vaca en lugar de aceite y con la ceniza de una yerba que llaman sosa. El Jabón se hace en la almona y alguno se labra también en casas particulares. Tiene dos arrabales en los que hay aserraderos de madera y otras tiendas en que se labra jarcia para las naves de madera de cabuya. También en el arrabal esta el convento de San Francisco. El Tesorero tiene en su casa la Caja Real, no hay casa propia para tenerla. Hay un hospital que fundó el cabildo.
Los vecinos españoles y criollos viven en la ciudad. Los indios tienen legua diferente, no usan lengua común entre todos ni la del Inca ni otra. La que saben casi todos es la castellana. Las balsas usan los indios como barcos se labran de una madera liviana que llaman palo de balsa. La bebida ordinaria de los indios es chicha y pocas veces vino.
Hay en Guayaquil 13 encomenderos 1. Baltazar de Ocampo, 2. Pedro de Vera del Peso, 3. Alonso de Montalván, 4. Capitán Baltazar de Nava, 5. Martin Ramírez de Guzmán, 6. Esteban de Amores, 7. Capitán Alonso de Vargas, 8. Cristóbal de Carranza, 9. Hernando de Arnedo, 10. Hernando Alonso Holguín, 11.Gabriel Perdomo, 12. Doña María de Magallanes, 13. Gerónimo Megia de Tobar avecindado en Cañete valle de Trujillo. Los encomenderos tiene armas por obligación el que menos  caballo lanza, adarga y escopeta.
Los mercaderes guayaquileños no suelen ir a emplear a España, su comercio es principalmente por mar con la ciudad de Lima, Panamá y Nueva España. En la ciudad hay 4 tiendas de mercadurías de Castilla y de la tierra.
Tiene un Corregidor que reside en la ciudad y pone un teniente en la de Puerto Viejo. No hay en esta provincia indios de guerra ni cimarrones ni otros enemigos. Hay en la ciudad 9 hombres principales, capitanes y soldados viejos que saben de guerra, y también hay muchos vecinos  de valor que en ocasiones pueden servir a su Majestad. Los vecinos por general tienen todos arcabuces y escopetas, espadas, dagas y alabardas. En ocasiones de temor de corsarios se han hecho baluartes y trincheras en las partes dichas con mucha facilidad por la copia de madera.
En la ciudad hay 4 templos, el Parroquial que se llama Iglesia Mayor y su advocación a Santiago y tres conventos el de San Pablo en Iglesia de Santo Domingo fundado en 1574, de Nuestra Señora del Soto en San Agustín desde 1593 y San Francisco formado en 1600.

### Primer momento desde 1547 hasta 1693
Poco se conoce de la ciudad en este periodo de tiempo, lo que hay se debe a las diversas descripciones de los viajeros que pasaron por la ciudad. Datos que se ha logrado conocer es que la primigenia población de Guayaquil estaba en crecimiento constante paso de contar con la Iglesia Matriz hasta 1574 para el año 1600 ya se había fundado el templo y convento de Santo Domingo, el convento y capilla de los Agustinos y el convento de San Francisco. Entre el siglo XVI hasta inicios del siguiente la ciudad pasó de tener una población de 300 habitantes a casi 800 y para el año de 1688 ya poseía 2000. Información significativa debido a que en 1589 hubo una epidemia de viruela cobrando la vida de tres cuartas partes de la población. Ya para esa época Guayaquil había agarrado importancia entre los puertos del Pacífico Sur debido a su producción variada como el cacao, alquitrán -que salía de la punta de Santa Elena-, la madera -que era muy requerida en Lima-, zarzaparrilla -que crecía silvestremente-, jarcia y de la sierra venían productos como los paños, tejidos, jamones y quesos; que se exportaban a otros puertos del Imperio.
En el Siglo XVII transcurrieron un gran número de desastres para Guayaquil como la invasión del pirata Heremite en 1624, los incendios acaecidos en los años de 1624, 1632, 1636, 1647, 1678, 1687, 1692, 1693 el saqueo perpetuado por Edward David en 1684 y en 1687 por Crogniet, Picard y Hewitt. Este cúmulo de desastres obligaron al cabildo a trasladar la población a una milla al sur en el sector de la Sabaneta después conocida como Ciudad Nueva.

### Nomenclatura
En sus inicios Guayaquil se asentaba el sector que hoy abarca la antigua Escuela Politécnica, los alrededores del Parque Colón y a los lados de la  actual calle Jacinto Moran de Butron. Pero no fue hasta el 20 de abril de 1687 que un grupo de corsarios ingleses y franceses atacan a la desprotegida ciudad, saqueando a más no poder y logrando un botín de 134.000 pesos sin contar el valor de las mercancías. No contentos con eso prendieron fue a la ciudad quemándose 16 casas, el convento de San Agustín y el hospital de Santa Catalina. Debido a todo esto en el año de 1693 se decide trasladar la ciudad a un nuevo emplazamiento mucho más amplio y cómodo, posteriormente ese sector sería conocido como Ciudad Nueva. Aunque muchos vecinos del antiguo emplazamiento se negaron a tal cambio, la decisión estaba tomada y los principales edificios del gobierno se trasladaron a Ciudad Nueva y le siguieron las familias pudientes provocando así que este lugar sea conocido como Ciudad Vieja y pierda poco a poco su importancia. Y para que haya comunicación entre ambos centros urbanos debido al crecimiento natural de la población el corregidor Jerónimo Boza y Solís mandó a edificar un puente en 1710 que sería popularmente conocido como el de las 800 varas. Esta estructura de madera duraría hasta 1774 cuando se lo comenzó a reemplazar por una calzada rellenando los esteros que se encontraban a su paso.

### Urbanística
Habían pasado 60 años desde que la ciudad de Guayaquil se había establecido definitivamente entre los Cerros Santa Ana y el Carmen. Ya por aquellos años la población comenzó a copar los bajos de los cerros hacia la actual calle Loja. Los viajeros que conocieron aquel Guayaquil primitivo manifestaban que la Iglesia Mayor se mantenía en el Cerro al igual que los principales edificios públicos y la plaza, además de que el Astillero se ubicaba en la falda norte del Cerro Santa Ana. Para 1625 la Plaza de Armas ya se encontraba donde hoy es la plaza Colón. Debido a lo peligroso que resultaba tener una ciudad sin medios para defenderse en 1651 se construyó La Planchada que no era más que muros de tierra cercado con estacas de madera. Por esa misma época se comenzó a construir una calle extrayendo material pétreo del cerro, que iba desde la orilla hasta la Plaza de Santo Domingo. El 24 de febrero de 1662 el vecindario guayaquileño contribuye con 4000 pesos para reconstruir La Planchada utilizando materiales más duraderos como cal y piedra. Y en 1678 la población había alcanzado la cifra de 1200 almas que vivían en 150 casas grandes y 450 casas pequeñas.
Como dato adicional de La Planchada, aquella estructura colonial ya no existe en la actualidad, esta fue remodelada en 1906.
Por los años de 1636 o 1637 se expidió una ordenanza que tenía como fin talar los manglares en "barlovento" -suroeste- para extender la población que se hallaba reducida a las inmediaciones del Cerro Santa Ana. Los vecinos tenían que contribuir prestando a sus esclavos una vez por semana y los que no tuvieran debían aportar económicamente con 4 o 2 reales mensuales. Esos mangles que se debían talar correspondían a lo que después se conoció como Quinta Pareja que abarca el sector de la Calle Panamá y alrededores, como la Clínica Guayaquil, Mercado Artesanal y Mercado Norte. La ordenanza seguía vigente por 1650, incluso cediendo gratuitamente solares en los espacios que se iban liberando de la espesa vegetación. Cinco años más tarde es decir en 1655 se volvió a invitar a los ciudadanos a invadir aquellas zonas, siendo su verdadero propósito, extirpar de Ciudad Vieja las casas con techo de paja que pertenecían especialmente a las gentes de escasos recursos.

### El primer Hospital de Guayaquil
Cuenta la historia que en el mes de agosto de 1564 llega a la ciudad el Lcdo Hernando de Santillán, quien sería el primer presidente de la Audiencia quiteña. Al pisar tierra, el Lcdo Santillán se asombra al ver gran cantidad de enfermos tendidos en las orillas del río. Sucede que no todos los enfermos que el logró ver eran vecinos de Guayaquil, sino que también había gente que venía del interior de la Audiencia, inclusive hasta de otros lugares del Virreinato Peruano. Porque en aquella época había corrido el rumor que las aguas del Guayas tenían propiedades curativas. Entonces Hernando Santillán dio la orden al cabildo Guayaquileño para que lo más pronto posible se establezca en la ciudad un Hospital. Es así que nace el primer hospital de la Audiencia de Quito que tenía por nombre Santa Catalina. La obra se financió gracias al aporte caritativo de los vecinos de Guayaquil hasta conseguir la cantidad que se necesitaba para su edificación. No se podía esperar nada del cabildo porque andaba en ruina financiera y peor aun del Rey. La ubicación de este Hospital fue en el Barrio de la Marina por donde actualmente esta la estación a inaugurar de la Aerovía (actuales Malecón y Loja) y frente a este hospital se encontraba una plaza que lleva el mismo nombre y al oeste de ella se encontraba la primitiva Iglesia de San Francisco. Los trabajos de construcción fueron muy arduos hasta que el 25 de noviembre de 1564 se inaugura. La estructura hospitalaria había sido construida en madera con paredes de caña picada y techo de paja. Contenía una botica en uno de los 2 cuartos interiores, mientras el otro servía para la persona que tenía a su cargo el hospital y en el piso superior había las 6 camas con las que comenzó a funcionar. En un comienzo fue administrado por la congregación San Juan de Dios que se encontraban domiciliados en Portoviejo. El fray Baltazar Peralta fue su principal administrador desde 1604 hasta 1615 cuando fallece. Entonces el cabildo busca nuevamente a los Juandedianos pero de Piura ya que los de Portoviejo no tenían a quien enviar. Fue así como la dirección recayó en el fray Gaspar Montero de Piura. En el año de 1636 se incendia la ciudad y el Hospital no fue la excepción que para ese momento era más cómodo el construido en 1564. Lastimosamente tomaría mucho tiempo para que el hospital fuera reconstruido y sería un grave problema para los cabildantes ya que los Juandedianos habían abandonado su administración. No fue hasta el año de 1664 cuando hay noticias sobre su reedificación.
Ese hospital ira evolucionando con el pasar de los años incluso cambió varias veces de nombre se lo conoció como Hospital General y en la actualidad lleva el nombre de Luis Vernaza Lazarte y quienes lo administran son los funcionarios de la Junta de Beneficencia de Guayaquil.

### Ubicación de los Templos
La Iglesia Mayor, Matriz y actualmente conocida como Catedral, en un principio se ubicaba en la cima del Cerro Santa Ana , aquel primer templo sufrió daños debido a un incendio y se tuvo que demoler debido al peligro que representaba a sus feligreses. Sería reconstruido hasta que se trasladó a Ciudad Nueva debido a las disposiciones del cabildo comenzando su reconstrucción en 1694.
La iglesia de Santo Domingo desde 1575 en que llegaron a la ciudad, es el único templo que mantiene su emplazamiento original, ya que la orden dominica hizo poco caso a las exigencias del cabildo de abandonar ciudad vieja.
San Agustín, la orden que lo regentaba se estableció oficialmente en 1594 y construyeron su primer templo y convento en las actuales intersecciones de las Calles Rocafuerte y Julián Coronel hecho de caña y madera. En el año de 1624 fue saqueado y destruido por el pirata Jacques L'Hermite. En 1651 fue reconstruido íntegramente en madera pero no duró más de 40 años. No se tiene más registros ni el año exacto en el que se trasladaron a Ciudad Nueva pero en el mapa que aquí se presenta ya aparece dentro de sus límites, mapa que fue publicado en 1741 dentro de la obra "Compendio Histórico de  la provincia y puerto de Guayaquil" publicado por Jacinto Morán de Butrón.
La San Francisco se fundó el 2 de agosto de 1603 y su ubicación inicial era muy cerca al río anexa a la antigua Capitanía de Puerto en el Barrio de la Marina (donde actualmente se encuentra la estación de la aerovía). En 1663 reconstruyeron la iglesia con su convento pero 15 años después quedó hecha escombros debido a un incendio. En 1681 reconstruyeron el templo nuevamente pero la ciudad fue atacada por los piratas Grogniet, Picard y Hewitt en 1687. Debido a las disposiciones del Cabildo, la siguiente iglesia ya no se levantó en ciudad Vieja sino en el nuevo emplazamiento en el sector antiguamente conocido como Puerto Cazones o Sabaneta en el mismo lugar que actualmente se encuentra junto a la Av 9 de octubre.

### Calles y Barrios de Ciudad Vieja
Guayaquil en los siglos XVI y XVII existieron 4 sectores del emplazamiento en que se estableció.
1) La depresión entre los cerros Santa Ana y El Carmen, por donde actualmente cruza la calle Jacinto Moran de Butron erróneamente conocida como "sargento".
2) La planicie que se forma desde las faldas del Cerro Santa Ana, hasta el estero de Villamar hoy calle Loja.
3) El sector comprendido desde la falda norte del Cerro Santa Ana hasta el estero Tarazana que hoy ocupa Ciudad del Río.
Los barrios de la primigenia ciudad de Guayaquil.
1) Barrio del Cerro que le atravesaba el "Camino de la Fuga" hoy calle Jacinto Moran de Butron.
2) Barrio del Centro, en él se hallaban las Casas del Cabildo, la Iglesia Matriz, la de Santo Domingo y su Plaza. Hoy ocupa la entrada a los túneles, el Museo del Bombero y parte del campus de la Espol.
3) Barrio de la Marina, tuvo ese nombre porque en aquel lugar se encontraban los muelles. El barrio poseía una plaza que llevaba por nombre Santa Catalina y en el lado norte de esta se ubicaba el primer Hospital, mientras al lado oeste se ubicaba la Iglesia de San Francisco. Este sector actualmente es el cruce entre las calles Malecón y Loja donde se levanta la estación de la Aerovía.
4) Barrio de la Planchada también conocido como de Las Peñas aparece en el siglo XVI, lugar que fue adecuado por medio de rellenos y donde habitaban los pescadores en la falda este del Cerro Santa Ana.
5) Barrio de la Tarazana es el lugar donde se fabricaban los barcos y el sitio siguió utilizándose hasta los primeros años del siglo XVIII, cuando fueron trasladados al Sur al sector del Palacio de Cristal. El emplazamiento de este barrio actualmente lo ocupan los edificios de Ciudad del Río.
6) Barrio de la Boca del Pozo se llamó así porque en el cruce de las actuales calles Rocafuerte y Julián Coronel, existía un pozo que llevaba por nombre "Pozo de la Noria".
Las primeras calles,están la de la Orilla hoy Malecón, la de Las Peñas hoy Numa Pompilio Llona, la calle Real actual Rocafuerte y el Camino de la Fuga  hoy Jacinto Moran de Butron.

### Calles y Barrios según Modesto Chávez Franco
Al principio existía la calle de la Orilla y la de la falda del Cerro. En la parte llana -donde se ubica la antigua sede la Espol- las calles de la Orilla y Real. La calle Santa Catalina que orillaba el cerro y en ella se encontraba el Hospital -por el cual llevaba su nombre- y la de las Peñas -que sigue existiendo-. En la cara sur del Cerro -Santa Ana- la calle del Cerro. Tres o cuatro callejones tortuosos ascendentes desde el llano -antigua Espol- hasta la segunda calle el Ciruelo, Higuerón, Las Rojas, Pozo de Felipe IV o de los Dominicos antiguamente conocido como Porras y el Camino de la Fuga -actual Jacinto Moran de Butron-.
Los barrios: Las Peñas, El Cerro, La Marina, Atarazana y del Pozo.
Al pie de la falda del Cerro -Santa Ana- entre la Iglesia de Santo Domingo y La Planchada existían 2 o 3 pozos. Los Puentes de Porras al pie del Cerro.
La casa de piedra de Diego Navarrete -actualmente se sabe que su ubicación es la misma del templo de Santo Domingo, los muros que la sostienen fueron parte de la vieja casa colonial-, cerca a Santo Domingo la casa de ladrillo de Bances de Obregón y poco antes del comienzo de la calle Coronel la casa de adobe y teja de los Castros -la familia más rica de ese tiempo-.
Por la misma bocacalle Coronel algo al norte el pozo de la Noria. De allí seguía una callejuela bordeando el Cerro -del Carmen- camino hacia La Laguna y en ella está una carnicería una curtiembre y dos o más faguas o herrerías, el sitio El Tamarindo -del cual se desprenden varias leyendas- y más adelante estuvo la primera casa de beneficencia fundada y sostenida por las Clavijo -madre e hija- muy cerca un árbol de corpoño.
Por donde esta el panteoncito Protestante -hoy de los Extranjeros-, hubo un pobre panteoncito y más acá una cruz en memoria dicen del fundador Estacio.
En un sitio perdido hacia la derecha y sobre la falda del cerro con cara a Mapasingue -falda norte por donde hoy esta Ciudad del Río- estuvo el pozo llamado Felipe IV de piedra tallada con 4 escudos hechos por los dominicos. 
El astillero primero estuvo a la orilla tras del cerro -Santa Ana- al final de las Peñas. Antes de llegar había una barbacana y un puentecito que preceden a un a casa grande de un señor Malaves. Más acá hubo una casa amplia llamada Casa del Usurero.
El primer pozo o granero público estuvo donde hoy es el Colegio Santistevan -sigue existiendo y lo regenta la Junta de Beneficencia-.
Solo dos calles habían de norte a sur -en el llano- la Orilla y la Real, entre ellas había muchos callejones como el de la Cruz, Cuchillería o Descomulgado, el de las Velerías por su fábrica de ceras, el de Alonso y Trabuco.

### Barrio Boca del Pozo
El Barrio Boca del Pozo, empezó a llamarse así desde el siglo XVI debido a la construcción de un pozo al inicio de la calle Coronel, conocido como El Pozo De La Noria. En 1624 se realizó la perforación del Pozo de la Noria, (se debe a que en el se habría instalado una noria para extraer el agua a base de fuerza animal) llevada a cabo mediante una asociación de hecho entre el cabildo y algunos nativos competentes y entendidos en esos menesteres; cuando la empresa tuvo éxito se reglamento su uso, que disponía compartir el agua entre la comunidad indígena y la población urbana. Este pozo estaba situado a unos pocos metros más al norte de la esquina noroeste de las avenidas Rocafuerte y Julián Coronel. En sus alrededores se formó un caserío (único pozo de agua dulce que hubo en Ciudad Vieja) Este barrio también se conoció en algunos datos coloniales con el nombre de Chana Ludui. Entrando por la calle Julián Coronel que en la colonia no era más que una calleja que bordeaba el cerro camino hacia La Laguna y en ella estaba la carnicería una curtiembre dos o más fraguas o herrerías el sitio El Tamarindo objeto de varias leyendas y más adelante estuvo la primera casa de beneficencia fundada y sostenida por las Clavijo madre e hija cerca de un árbol de Compoño también legendario. Por ese mismo sector se encontraba la casa de adobe de los Bances de Obregón por donde hoy la calle Julián Coronel y el primer panteoncito cerca de la cárcel hoy que cubre los despojos de los primeros habitantes blancos y quizá habríamos precisado el lugar en que esta perdida la huesa de Gómez de Estacio uno de los fundadores y única tumba que quedaba de ellos vecina al lugar en que fue fusilado el joven teniente liberal Amable Viteri, la primera curtiembre del Cabildo, la fragua de Bartolo Imena, las dos primeras pulperías de don Cristóbal de Castro y don Juan María de Cora el minucioso y mejor cronista de esa época en apuntes privados.
A finales del siglo XVIII y comienzos del siguiente debido al brote de casos de lepra que afecto inclusive a familias pudientes, el gobernador Irisarri dispuso  en 1801 construir ramadas separadas en la falda del cerro en el sitio de Chana Luduy que es este mismo barrio.
Ya en la época colombiana se proyectó la construcción de un hospital en 1826 ubicado por el Pozo de la Noria, pero que no llegaría a concretarse y sería construido muchísimo tiempo después siendo ubicado en el sector de "La Loma" que es hoy el Hospital Luis Vernaza.

### Cementerios según Modesto Chávez Franco
El cronista vitalicio Modesto Chávez Franco publicó en el año de 1944 su obra Crónicas de Guayaquil Antiguo. En el capítulo  titulado "Los Enterrados" recoge un gran número lugares que sirvieron como cementerios y que se distribuyeron dentro de los límites e incluso exteriores de Ciudad Vieja. 
La posible ubicación de aquellos panteones donde descansaron los primeros habitantes de Guayaquil son los siguientes:
1) Detrás de la actual Iglesia Santo Domingo.
2) En el inicio de la calle Rocafuerte.
3) Debajo de la Proveedora de Agua, actual museo del Bombero Luque Plata.
4) En Tarazana -hoy las inmediaciones de Ciudad del Río- se inhumaban los indígenas que habían muerto por la epidemia de viruela.
5) Por la antigua Cárcel Municipal.
6) En las faldas del cerro -probablemente del Carmen-.
7) En el mismo emplazamiento del Panteón Protestante o de los Extranjeros.
8) Y el cementerio que mandó a erigir el Gobernador Vasco y Pascual al pie del Cerro -seguramente del Carmen- y según dice Chávez Franco cerca de allí se encontraba una cruz y lápida toscamente labrada que pertenecía al sepulcro de Manuel de Estacio, uno de los conquistadores de Guayaquil.

### La Tumba de un fundador
Nos cuenta Modesto Chávez Franco que en compañía de su padre Modesto Chávez Cora -quien era bombero- tenían por costumbre recorrer los alrededores de Guayaquil "...después de lo cual echabamos al andar no sé si al azar o con programa, hacia las afueras de la Ciudad, paseo que sí era muy de mi gusto... porque en todo el trayecto iba mi padre enseñándome muchas cosas que hoy me sirven enormemente en algunas de mi crónicas."  En aquel paseo su padre lo llevó caminando por la actual calle Julián Coronel donde "... se alinean la cárcel -que aún existe aunque ya no sirve para aquel fin- dos cementerios, un tisicomio la morgue, un hospicio, el hospital general, el llamado de los Protestantes, un asilo de indigentes femeninas, dos lazaretos; un instituto bacteriológico, otro dos cementerios para pestosos, uno particular de monjas, una casa de temperancia u por último un crematorio de basuras abandonado." De todo lo que menciona que se ubicaba en esa calle solo podemos identificar la ubicación del Hospital General que es el actual Luis Vernaza, el de los Protestantes seguramente se refiere al cementerio de los Extranjeros que yace abandonado en la actualidad, y junto a este la morgue que la regenta la Universidad Guayaquil, el otro cementerio ya que nombra 2 debe ser el actual Cementerio General, el Hospicio podría ser el actual Corazón de Jesús que se ubica bien al oeste hoy separado por el cuello de botella que se forma por la unificación de la Av de las Américas con la Machala y Quito, uno de los Lazaretos debe ser el que se ubicaba en las faldas del cerro del Carmen donde en la actualidad se encuentra la boca del Túnel que se conecta con la calle Boyacá y que tenía por nombre Calixto Romero, local que fue incendiado intencionalmente en 1946. Por lo demás se desconoce la ubicación exacta. Continúa "Por esa calle, pues, que hasta no hace mucho tiempo era una vía angosta, pantanosa, tortuosa y de piso en puntas de cascajo alternadas con desechos, pero que en tiempo del coloniaje, sin embargo, tuvo gran importancia como vía hacia la Legua de los Indígenas... especie de campo de concentración de los Huancavilcas... díjome un día mi padre: "Por aquí debe estar una piedra grande tallada, que quizá señalaba la tumba de uno de los fundadores de Guayaquil, el señor Estacio"..." El autor menciona que de muy joven había visto el sepulcro muchas veces cuando se dirigía al Cerro en busca de ciruelos. 
Continuando la historia del paseo al que lo llevó su padre dijo que les tomó varios días encontrar el sitio indicado de aquella tumba ya que los datos que ellos manejaban hacían presumir que el lugar había estado probablemente en una de las faldas del Cerro del Carmen que en esa época ya no existía, que había sido allanada según el autor para ensanchar la calle Julián Coronel, "... hasta que por fin, en una especie de hoyo producido visiblemente por un derrumbe espontáneo de unas láminas que caracterizan la estructura geológica... hallamos cubierto de maleza y arbustos un bloque labrado de piedra verde oscuro granítica... de unos 80 centímetros de largo por 60 de ancho y 40 de espesor..." Aquella lápida -por así decirlo- tenía en su interior "Una cruz cuyas cuatro extremidades estaban orladas con una greca o guirnalda en arquitos sucesivos como ciertas cruces de órdenes caballerescas -en-  su plano interior cuatro como púas o clavos cuñas alargadas o puñales que seguían los paralelismos de las líneas limitantes de la cruz..."  Posteriormente el autor anota la inscripción de la roca que se encontraba en latín con los nombres del conquistador y la fecha que probablemente fue inhumado nuevamente porque según el autor, su ubicación inicial podría haber estado en el antiguo panteón detrás de la iglesia de Santo Domingo. Al finalizar el capítulo dice que nunca más logró ubicar nuevamente el sepulcro ya en su adultez. Podríamos conjeturar que aquella falda del cerro que ha desaparecido y donde el autor dice que se ubicaba la tumba podría haber estado ubicado en el sector donde hoy se asienta el Centro de Salud No 1, la morgue de la Universidad Guayaquil, el puente que pasa por encima de la boca del Túnel y el edificio Carlos Julio Arosemena.

### Sucesos transcurridos del ataque pirata en 1687
Vamos a tomar la información directamente del documento que fue transcrito íntegramente en el libro "Guayaquil una ciudad colonial del trópico" del quiteño ya fallecido Jorge Núñez Sánchez, que es fuente primaria de lo sucedido en aquel desastre que tuvo que sufrir la primigenia y abandonada a su suerte población de Guayaquil, aunque trataremos de no copiarlo íntegramente para evitar lo que podría ser un plagio.
Este ataque y posterior incendio -causante de la gran pérdida de documentos que hoy serían valiosísimos para los estudios historiográficos- dieron motivo para que las autoridades reales decidieran trasladar a "Sabaneta" a los pobladores de la vieja ciudad.
El informe fue escrito por Juan Álvarez de Avilés hermano del capitán don Nicolás Álvarez de Avilés -uno de los fallecidos en combate-. La historia comienza que el domingo 20 de abril de 1687 a las 4 de la mañana entra el enemigo compuesto por 450 hombres de varias nacionalidades como la francesa, inglesa, holandesa, flamenca incluso algunos españoles indios y mulatos. Los asaltantes se trasladaron utilizando piraguas de las cuales dos de ellas se dirigieron detrás de Las Peñas -actual Puerto Santa Ana y Ciudad del Río- y en el desembarcadero que él llama María Fico quien era indígena, no nos da detalle de la ubicación de este último. Los piratas se dividieron en 2 escuadras de 50 individuos, una de ellas marchó a la Atarazana mientras la otra subió la cuesta. Los demás desembarcaron en "Puerto Cazones" -donde años después se trasladaría la ciudad- los cuales se componían de 250 hombres quienes marcharon por los astilleros que se encontraban por ahí hasta alcanzar el puente del estero Juan de Villamar -actual calle Loja-. Fue en ese lugar donde se dio inicio a los combates donde la población trató de evitar la conquista de la ciudad, dicha defensa estaba al mando de Fernando Ponce, el cual había recibido un balazo en su pierna cayéndose del caballo para luego recomponerse de la herida y manteniéndose en el combate. La resistencia fue ardua incluso se necesitó de refuerzos venidos de la ciudad vecina de Portoviejo, pero mientras esto se desarrollaba cerca al estero de Villamar, otro grupo de asaltantes compuesto por 100 hombres se habían infiltrado por el paraje que Juan Álvarez llama "... entre la casa de José de Junco y el herrero Carlos...", esto provocó que la resistencia fracasase y los habitantes de la ciudad se tengan que retirar a la plaza -no podemos interpretar a cuál se refería porque existían varias- donde se volvió a resistir mientras que otro grupo de piratas habían entrado por San Francisco.
Este nuevo grupo se dirigió enseguida a Santo Domingo donde se apoderó de una plazuela el cual el autor del informe llama "... de doña Ana Valenzuela cercana a la artillería..." luego se dirigieron a tomarse la trinchera que se ubicaba en la cima del cerro algunos yendo por la calle de los Morlacos y la otra por frente al río. No pudiendo defender la plaza los defensores salieron de ahí hasta que fueron cercados en varias direcciones donde al ver que no había más que hacer se rindieron, además que el general don Fernando Ponce se desvaneció debido a la gran cantidad de sangre perdida por la herida. Álvarez da  razón de que hubo en el bando enemigo espías entre los que se encontraban un indio llamado Josefillo, un mulato vecino de la ciudad llamado Manuel Boso que dio muerte a Juan Méndez y 2 enmascarados. En la Iglesia Mayor fue el lugar donde llevaron a los prisioneros  y fue ahí donde los piratas comenzaron a exigir el pago de 300.000 pesos. el general Ponce fue golpeado y amenazado con pistola en mano para luego sacarlo de la Iglesia donde estaba cautivo junto con los sacerdotes  y otros vecinos importantes de la ciudad entre ellos a Lorenzo Sotomayor que sería asesinado de un pistoletazo siendo después arrastrado y tirado al río. Luego los piratas volvieron amenazar al vecindario dándoles como término de pago el día siguiente. Se negoció con los captores para que el valor baje a 100 000 pesos y el lapso de tiempo se amplíe hasta por 12 días siendo remitido a Quito el cura Antonio Migues y a Roque de la Molina que pertenecía a la orden Franciscana. Los invasores se trasladaron a la Isla Puná con buena parte de la población, dejando a su paso a la ciudad destruida y saqueada.
El informante nos enumera el número de fallecidos de ambos bandos donde señala que de los enemigos muertos fueron 50 y mientras que heridos entre 12 o 14, en cambio del vecindario se contaron 30 fallecidos entre ellos algunas mujeres y 12 heridos. Entre los vecinos fallecidos se encontraban gente notable como el capitán Nicolás Álvarez de Avilés hermano del que escribió el informe, el capitán Domingo de Casar que pertenecía a la compañía de forasteros junto con su alférez Mateo Sáenz Cabezón y su sargento Andrés de Cabría y el contador Antonio Romero Maldonado, don Francisco de Solís, el teniente de caballería José Carranza y el condestable Marcos Norato y el alférez Marcos de Alzegas.

### Las Casas del Cabildo de 1634 a 1692
No queda nada de las actas del cabildo de comienzos del siglo que vamos a traer o anteriores, aunque existe la esperanza de que en algún archivo americano o europeo existan esas actas que fueron destruidas por los sucesivos incendios. 
Las Casas del Cabildo, Casa Municipal, Archivo, Casa del Corregidor y Justicia Mayor y Cárcel, estuvieron ubicadas en un mismo edificio por aquellos lejanos años. 
- En la sesión del Cabildo del 2 de agosto de 1634 se conoce que la casa del Cabildo también era el hogar del corregidor de ese entonces que se llamaba capitán Pedro Alonso Caso y como la anterior había desaparecido producto de un incendio generado por los piratas, también sirvió de cárcel.
- El 2 de enero de 1635 se propuso construir la casa del Cabildo en un solar en la plaza de Santa Catalina donde se encontraba el hospital que llevaba el mismo nombre siendo cedidos por el virrey don Luis de Velasco.
- El 11 de enero de 1636 el procurador general Martin de Porras propuso que las sesiones del Ayuntamiento sean los martes y viernes de cada semana. La ciudad estaba poblada en la Plaza de arriba, donde se encontraba el Cabildo y la Iglesia Mayor. Pero al ser el invierno muy fuerte y cuando se despachaban las ordenanzas y como los vecinos y el Corregidor se habían trasladado a la ciudad de abajo, era penoso subir dos veces por semana, así que se acordó que solo sea una vez siendo martes o viernes, además de casos especiales.
- El 2 de enero de 1637, el procurador general Martin de Garay, anotando que el Archivo se quemó, con las provisiones que tenían derecho a la Tambo de Bola y al solar en la plaza de Santa Catalina, decidieron se enviara el Archivo a Lima con tres llaves y cerraduras y éstas se entregaren al justicia mayor. También se dispuso se cubran las escaleras y la sala capitular para que no se moje con la lluvia.
- El 3 de enero de 1639, los capitulares propusieron la creación de un nuevo archivo con tres llaves y cerraduras debido a que el Archivo y el libro antiguo se habían perdido en el incendio del 8 de diciembre de 1636, se perdieron las primeras actas del cabildo y posiblemente el de la fundación de la ciudad.
- El 4 de mayo de 1641, el Cabildo pidió al Alguacil Mayor y Sargento Mayor Juan Pérez de Vargas, construyera la cárcel; la que existía estaba en mal estado y carecía de toda seguridad, se encontraba arriba en la parte poco habitada de la ciudad y eran casas vetustas por el cual el Cabildo no podía funcionar en ellas, lo más sensato era vender todos aquellos solares para comprar uno nuevo en la ciudad de abajo.
- El 13 de mayo de 1642  se mandaron a vender las casas de arriba por el Sargento Mayor Juan Pérez de Vargas.
- El 6 de enero de 1644 se hicieron pregones para muchas necesidades de la ciudad, además se ordenó hacer una caja para guardar el Archivo y los papeles de la ciudad.
- El 10 de junio de 1644 el ayuntamiento aún no había vendido las casas de arriba y los solares, y se ordenó se edificara la nueva casa del Cabildo en el solar de la Plaza Santa Catalina.
- El 23 de marzo de 1646 la ciudad no poseía casas donde se reuniera el Cabildo, y el Corregidor no tenía donde vivir para lo cual todos los años se gastaban 130 pesos. Se acordó vender las casas viejas en 500 pesos, además de vender al negro Hernando Alonso y lo que se obtuviera de su venta para las casas del Cabildo.
- El 11 de mayo de 1646 el Cabildo aún no tenía casa ni modo para hacerla.
- El 26 de julio de 1648 se propuso al procurador general Francisco Cassaus, que al ser la ciudad tan pobre no podía sustentar obligación alguna; no tenía con qué pagar la cárcel, que estaba alquilada, pero poseía ranchos y casas fabricadas en solares propios de la ciudad, sin que se haya recaudado nada por su ocupación.
- El 12 de marzo de 1650 por orden de la Real Audiencia de Quito se desocupara la cárcel que estaba en las bodegas del Sargento Mayor don Juan de Linares. En el plazo de 3 días tenían que encontrar un nuevo local.
- El 28 de mayo de 1650 se elabora un informe donde se dice que en los 16 años en que Francisco Vásquez de Silva había desempeñado el cargo de Corregidor, la ciudad no había poseído casa para el Cabildo, para la cárcel, ni para alojar al Corregidor, y que no era justo que una ciudad como Guayaquil careciera de estos edificios que se cayeron 20 años atrás, no habiendo podido reconstruirlos por la pobreza en que se hallaba la población.
- El 14 de julio de 1651, el concejo propuso al procurador general Matias de la Barcena Calleja, pidiera al gobierno algunas mercedes para construir las casas. Se habían quemado y desaparecido todos los privilegios que tenía la ciudad y no se sabía lo que se asentó cuando fue fundada. También se solicitaba al Virrey que autorice al Cabildo, poblar el sitio de Bajen para que obtengan solares los vecinos principales y de la venta de estos sirvan para robustecer las cajas del cabildo.
- El 12 de mayo de 1655, se mando un informe en el que se decía que por no tener casa para reunirse el Cabildo, se vea el modo de edificarlas; hace 10 años esto ya fue solicitado porque la ciudad está sin casa y sin cárcel... los señores Corregidores debían alquilar un sitio para su hospedaje  que pagaban de su sueldo, donde también se hacían las reuniones de los capitulares.
- El 18 de junio de 1657, don Juan de Linares pidió se le pagara el arrendamiento de la cárcel... por la cárcel eran 100 pesos al año.
- El 12 de febrero de 1661, el Corregidor General don Manuel de la Torre y Berna, por su cargo recibía 1000 pesos, que no se le entregaban completos, recibiendo solo la mitad. Como se había caído y destruido las Casas del Cabildo, pagaba de su sueldo la casa de su morada.
- El 3 de septiembre de 1667, el cabildo acordó que la casa más apropiada de la ciudad, que además albergo a otros corregidores era la del Sargento Mayor don Juan de Linares; pero este se negó porque en ella vivía su hermana y además porque anteriores corregidores le adeudaban dinero. Se resolvió entonces alquilar la casa del Sargento Mayor José Velásquez.
- El 8 de enero de 1665 resultaba pequeña la casa Municipal y la cárcel.
- Las actas desde 1682 a 1689 están incompletas no dicen nada sobre las casas del Cabildo.
- El 5 de enero de 1692, el Concejo ordenó al procurador general ayudante Juan Antonio de Vargas cobrara la deuda que tenía con el Cabildo el teniente general Blas García de la Peña, para hacer las casas del Cabildo en la nueva fundación, es decir en Ciudad Nueva.[28]

### Vecinos y sitios importantes de Ciudad Vieja en diferentes épocas[Nota 1]
- Clemente Guerrero tenía su pequeña pulpería en la esquina opuesta al costado izquierdo de la iglesia de Santo Domingo,... con frente a la plaza, y en una covacha perteneciente al Capitán Sebastián Rodríguez, alcalde ordinario de Cabildo, construcción que iniciaba la callejuela, denominada del “Cacique”.
- La familia indígena Coyche quienes descendían de los principales de Colonche, los cuales por sus servicios a la corona fueron beneficiados con un solar en Guayaquil y dieron el nombre a la calle "Cacique" porque en el lugar se encontraba una espaciosa casa de madera, cubierta de teja, especie de mansión solariega, la más importante del sector que les pertenecía.
- La casa del regidor perpetuo Capitán Francisco Díaz Bravo, nacido en Baba, creemos que se encontraba en el barrio del Centro, la cual se perdió en el incendio de 1636, también se lucio como héroe por salvar las vidas de niños que se encontraban dentro de algunas casas en llamas, además de haber colaborado al salvamento de los reales caudales debido al naufragio de la nave que los transportaba.
- Existían 2 cererías en Ciudad Vieja la de Magdalena de los Santos Lugares y la de Isidro Selles.
- En Ciudad Vieja estuvo la carnicería en varios sitios... Pero su zona habitual era al pie del Cerro por donde esta hoy la Cárcel. Allí hubo hasta los modernos tiempos una cruz llamada LA CRUZ DEL MATADERO y un añoso TAMARINDO ambos objetos de muchas leyendas y supersticiones de aparecidos y penaciones.
- Una de las varias leyendas que hicieron célebre el pozo llamado de la Noria  es la de la pesca que en el hizo el negro esclavo Tomasin Tomas Asin esclavo de la familia de Francisco de Cora  (bisabuelo del historiador Modesto Chávez Franco) cuya casa estuvo frente al convento de Santo Domingo después el Cuartel.
- La casa de Mateo Malaves (... cerca del puerto de la Marina, tenía un tajamar de 16 pies de calle y 5 de trinchera para la vigilancia de la Ciudad El Cabildo le permitió fabricar allí a condición de que dejara  una barbacana para la infantería en 1650) vivía en una casita de Las Peñas...
- Santiago del Real de Toledo Caballero Veinticuatro cargo equivalente a Regidor según el viejo régimen municipal y cuyo título le fue expedido en Albalá nombre primitivo de la después llamada Cédula Real (del árabe que mezclado estaba con el castellano en el tiempo de la conquista). De este apellido o por haber tenido su casa en ese paraje, tomo su nombre la Calle Real (actual Panamá) principal calle de la Ciudad Vieja.
- Siempre el cabildo estaba unida a la cárcel y cuando hubo Casa del Cabildo se instalaron... cómodamente en los bajos al pie del Cerro junto a donde después se edificó Santo Domingo en el solar de la primera Matriz que se quemo edificándose el cabildo años después en la nueva Plaza.
- Poco antes del comienzo de la calle Coronel la casa de adobes y teja de la familia de Toribio de Castro y Grijuela.
- La iglesia San Agustín no tuvo plaza; estuvo primero por las Peñas, luego pasó al Arrabal (probablemente el sector de la calle Rocafuerte entre Loja y Julián Coronel) o viceversa sobre una lomita con un estero al frente atravesado por un puentecillo.
- En Ciudad Vieja (había) una muralla y un foso de oriente a occidente que la defendía de las invasiones piratas quedándole por los otros dos lados como defensa el río y los cerros. Algún tiempo después se hizo demoler y eso la expuso al contagio de los incendios que se originaban fuera de su perímetro...
- En Ciudad Vieja no hubo mercado de abastos localizado.
- Los dominicos fueron los que pusieron el primer reloj de sol relativamente público pues lo tenían en el claustro de su convento y por el repetían ciertas horas en sus campanas durante el día.
- En Ciudad Vieja cerca de la antigua Cárcel Municipal, se encontraba la Cruz del Matadero.
- La Cruz del Humilladero en el callejón de la Cruz tenía, dicen,  una virgencita pequeña de piedra en una hornacina y fue traída de España. Hoy es terreno de la Aduana (añejo campus de la Espol). La Cruz del Cerro (Santa Ana) en la cumbre en memoria de los muertos allí en una defensa contra los piratas.
- Por algunos años la casa preferida para teatro en Ciudad Vieja fue la de la Familia Meneses vasto caserón de teja en claustro y gran patio que estaba al costado sur de la plaza (Colon)
- Las actas del Cabildo de 1697 nos cuentan que hacia la Atarazana había una especie de albarrada (especie de piscina de piedra hecha por los nativos), en la que quedaba depositada mucha agua de lluvia en invierno, quedando por algunos meses una buena cantidad de ella luego de finalizado el invierno.
- En Guayaquil la capilla del Rosario anexa a la Iglesia Santo Domingo se hizo famosa. La construyó el célebre don Toribio de Castro quien al testar en Guayaquil el 22 de marzo de 1606 dejó establecido un patronato perpetuo entre sus descendientes por la Capilla de Nuestra Señora del Rosario.
- El Colegio  fundado en época de la Gobernación de Rocafuerte abrió sus puertas el 1 de febrero de 1842 en la casa del señor Jacinto Caamaño, situada en Ciudad Vieja, y conocida por la casa del Dr Olaso.
- Cuando la epidemia de Fiebre Amarilla en 1842, Rocafuerte mando a construir un hospital provisional para pobres llamado "San Vicente" en la Sabana al Norte por la parte de Ciudad Vieja. Mientras el hospital militar donde únicamente se admiten a los enfermos de esta clase se encontraba en la meseta entre los cerros del Carmen y Santa Ana.
- El Gobernador Rocafuerte en 1841 proyecto formar un jardín de aclimatación y pidió a la Municipalidad que se le adjudique y de posesión de una lomita que existe en la sabana de esta ciudad donde estaba colocada antiguamente la carnicería del señor Villamil, se cree que es el lugar donde esta el Hospital Luis Vernaza.
- El sitio el Ciruelo (meseta donde están los viejos aljibes de agua entre el Cerro del Carmen y Santa Ana) a cuyas lindes estaba el proyecto del Cerro, el cabildo lo readquirió para ejido de la ciudad, abarcaba hacia atrás del cerro.
- El modestísimo hospital que levantarían los guayaquileños en 1564, el cual Pino Roca lo coloca sobre las faldas del Cerro del Carmen y otra vez detrás de la ciudad en un lugar sin precisar, mientras que Modesto Chávez Franco lo coloca frente al Camino de la Fuga en las faldas del Santa Ana, la realidad es que este hospital se ubicaba cerca a la cima del Cerro del Carmen, próximo a los tanques en desuso del Cuerpo de Bomberos.[29]
- Existió una construcción de un fuerte de madera en el cerro Santa Ana, al que se le dio el nombre de San Carlos y estaba armado con cuatro cañones y cuatro pedreros para ser servido por 50 hombres.
- En otra zona alta se hallaba el fuerte de Santo Domingo, (se presume frente a la iglesia del mismo nombre en forma de medialuna) el que albergaba a unos 200 soldados y estaba armado con seis cañones de 12 libras y ocho pedreros.[30]
- El fray Damián de Avendaño y Gamboa, oriundo de la villa de Cestona, prior del Convento de Santo Domingo, fue el que introdujo las semillas de naranjas valencianas a Guayaquil por el año de 1578, las sembró según cuentan las tradiciones en los jardines del mencionado convento. De aquí se desprende una leyenda conocida como "Naranjo Encantado".
- Los Castro-Guzmán fueron los que aportaron casi con la totalidad de los recursos que sirvieron para levantar el templo y convento de San Agustín advocado a Nuestra Señora del Soto, ubicado en el sector del Arrabal y fundado en 1593. En ella reposaba un lienzo que había venido de España, de la virgen que hacia alusión al milagro de la "Mano Santa" que era don Toribio de Castro y Grijuela, fundador de la familia en Guayaquil. La obra de arte fue devorada por las llamas en el incendio de octubre de 1896.
- La horca que había para 1704, la cual era hecha en madera, se ubicaba detrás de la Iglesia de Santo Domingo, en un solar que pertenecía en ese entonces al cabildo.
- En todo el centro de la Plazoleta y frente a la puerta de la iglesia de Santo Domingo, se encontraba desde tiempo remoto una enorme cruz hecha en Guayacán.
- El interés amoroso del corregidor Jerónimo Boza y Solís, vivía en el sector del Barrio Boca del Pozo, en una cómoda casa.
- En 1859 el batallón “Libertadores” cuyo primer jefe era el reputado general Manuel Tomas Maldonado, acuartelado en Ciudad Vieja, y en una espaciosa casa, cercana a la iglesia de Santo Domingo. El batallón “Babahoyo” que comandaba el coronel Francisco Darquea, estaba ocupando el “Mercado Viejo” en la calle de la “Libertad”.
- La primera curtiembre la fundó el Maestre de Campos Toribio de Castro y Grijuela, en la orilla sur del Estero de Villamar -calle Loja- que era el antiguo límite de la ciudad . Su monopolio empezó a fines del siglo XVI y acabó en 1632.[31]
- Se realizó un censo en el año de 1825, en el cual aparecen dos calles que se ubican dentro y junto a los límites de esta parte de la ciudad, que correspondía a los nombres de "Ciudad Vieja" y "Antigua". La primera correspondía a la actual calle Panamá desde el primer estero que es hoy Loja y el segundo Tomas Martinez; mientras que la segunda correspondía al tramo final de la Ave Rocafuerte que empata con la plaza de Santo Domingo.[32]

## Invasión Holandesa de 1624
Antes de 1624 los piratas solo se aproximaron una sola vez a Guayaquil, siendo Thomas Cavendish quien arribo el 25 de mayo de 1587 a la Isla Puna a donde fueron atacados por un grupo de 100 valerosos españoles venidos de la ciudad a órdenes del Corregidor don Jerónimo de Reinoso. En los que fallecieron 9 ingleses y fueron prisioneros 3. Cavendish como venganza hizo quemar el pueblo de la Puna  de 300 casas.
La expedición Holandesa que fue organizada por  la Compañía de las Indias Orientales, el Príncipe Mauritius de Nassau y los Estados Generales. Lo lideraba Jacobo L. Heremite que falleció frente a las costas del Callao el 2 de junio de 1624 siendo su sucesor el Vicealmirante Gheen Huygen Schapenham. Una parte de la flota holandesa se dirigió a Guayaquil anclando cerca de la isla de Santa Clara el 1 de junio. En la noche se acercaron a la Puna donde capturaron 4 barcos españoles. Era corregidor de Guayaquil Diego de Portugal. Días antes el 20 de mayo al saber de la presencia Holandesa en Callao mando una solicitud a Quito para pedir ayuda y comenzó a preparar las defensas de la ciudad que no eran del todo eficaces por la mediocre calidad de su fábrica. Morga dispuso mandar 50 arcabuceros desde Quito a más de pólvora y aumentando su número al pasar por las poblaciones de Latacunga y Riobamba El 5 de Junio los Invasores aparecieron frente a Guayaquil en unas 7 lanchas cada una armada en su proa, compuesta por 200 hombres número abultado para el poco número de defensores españoles.
Desembarcan a las 7 de la mañana y pasan sin problema las trincheras que se hallaban al sur de la ciudad cuyo límite principal era el estero Villamar -calle Loja-; por allí estaban los astilleros y en la incursión prendieron fuego al San Diego que se estaba construyendo, después prendieron fuego a las casas siguientes también a las Iglesias de Santo Domingo, San Francisco -ubicada en Rocafuerte entre Loja y Manuel J Calle- y el pequeño Hospital. Los defensores tuvieron que agruparse en la Iglesia Mayor en donde contraatacaron exitosamente al enemigo provocando su retirada. Ellos perdieron 35 y 55 hombres a más de los 30 heridos mientras que las bajas locales llegaban a más de 10 y unos cuantos heridos.
El Jefe Schapenham que aun se mantenía en el Callao al conocer la noticia de lo sucedido decidió emprender viaje hacia el norte el 16 de agosto.
Los vecinos Guayaquileños estaban enardecidos por la primera victoria pero a la vez se quejaban amargamente de que su provisión de pólvora se había terminado, que habían sido superados grandemente en numero y que la mala defensa de la ciudad se debía a la tardía venida de la ayuda de Quito.
La flota enemiga fondeo en Puna el 25 de agosto y se dirigieron a Guayaquil en 9 lanchas y 2 galeras medianas con una fuerza de 400 a 500 mosqueteros, artilleros y lanceros. Aunque las trincheras que estaban en el astillero habían sido nuevamente arregladas, la defensa de la ciudad, dirigida ahora por el General Ordóñez, que reemplazó al Corregidor Portugal, decidió que se concentraran en el centro del poblado en donde estaba la plaza y la Iglesia Matriz. En el violento encuentro el capitán holandés cayó muerto, obligando a los enemigos a replegarse en las afueras de la ciudad. La reserva enemiga que se encontraba en las lanchas se decidieron a intervenir para apoyar a los suyos que estaban siendo barridos por los locales. Se atrincheran en dos casas y las fuerzas españolas se agrupan para asaltarlas y a punta de sables y puñales los iban sacando. En la huida varios holandeses perecieron ahogados.  El combate había terminado a la una de la tarde. Decenas de muertos y heridos fue el resultado.
Aunque se ganó la batalla el resultado fue terrible para la ciudad que quedó en ruinas desapareciendo sus principales edificios, causada por la falta de provisiones y elementos venidos desde Quito.

## Actualidad
Mucho ha cambiado después del incendio general de 1896, que redujo a cenizas la parte Vieja de Guayaquil, el sector una vez reconstruido con el pasar de los años comenzó a renovar sus edificaciones, la Iglesia de Santo Domingo se la reconstruyó con materiales más resistentes en la década de los 30s del siglo pasado, se dice que en esta iglesia aún se mantienen los cimientos de lo que fue la antigua casa de uno de los vecinos fundadores de Guayaquil. La nueva configuración urbana permitió que los callejones que van desde la calle Loja hasta la Cornelio Vernaza dando origen a un gran espacio que sirvió por muchos años como Aduana y luego pasó a formar parte de la Universidad Politécnica del Litoral (Espol) que al haberse inaugurado su nuevo campus en la Prosperina allá por la década de los 90s, fue trasladando gradualmente sus funciones y dejando las antiguas instalaciones que tenía en Ciudad Vieja a quedar prácticamente en estado deplorable por el abandono, el cabildo intento desarrollar en ellos un proyecto con miras a promover el ámbito científico pero no ha habido nuevos avances hasta el momento. La Antigua Cárcel de mampostería que se ubica en el sector que se llamó en la colonia como Boca del Pozo y Chanac ludui como llamó también Modesto Chávez Franco en sus crónicas, hoy es un espacio abandonado que amenaza ruina, la Municipalidad intento regenerarlo pero solo alcanzó para adecentar su fachada principal que da hacia la calle Julián Coronel, manteniéndose el interior en total abandono, además de colocarle en su entrada una pequeña placa metálica donde se recuerda el lugar donde dice haber sido fusilado el joven liberal Guayaquileño Amador Viteri por orden del tirano Caamaño. Esta edificación patrimonial al parecer paso a manos de la Universidad de Las Artes -de reciente creación- que pretende convertir la vieja cárcel en un sitio cultural. Frente a esa edificación que acabamos de reseñar se ubica una pequeña Upc que seguramente fue construido por orden del presidente Correa, en época de que el dinero público abundaba. Esta edificación policial sirve para dar protección al vecindario que últimamente se ha vuelto muy peligroso incluso para los mismos habitantes del sector. Junto a esta Upc se encuentra lo que alguna vez fue el Centro Comercial Vernaza, en su acera norte saben estacionarse furgonetas que sirven de transporte para los habitantes del Cerro, ya que no existen colectivos regularizados que presten ese servicio. En ese mismo lugar que se ubica este centro comercial, se encontraban los jardines de los Bonin, muy famosos a principios del siglo XX. Donde se ubicaba la antigua parroquia de la Concepción, fue ocupado por la planta de agua hecho de material resistente y posteriormente cuando dejó aquella utilidad por la que se había construido, pasó a albergar los antiguos implementos que utilizaron los bomberos guayaquileños, probablemente desde su fundación, convirtiéndose en uno de los museos más completos de Guayaquil y del país. Frente a este museo hay una pequeña plaza que se ha visto reducida en su tamaño por la construcción del túnel que surca la meseta entre los Cerros Santa Ana y del Carmen en época de la alcaldía de Nebot. Esta pequeña plaza que no tiene nombre nuevo debido a la desaparición de la parroquia de la Concepción, contiene un total de 6 bustos con las efigies de los jefes del cuerpo de bomberos más destacados y que está en proceso de seguir aumentando su número con el pasar de los años, además de que allí en el centro de todos esos monumentos, esté una pequeña fuente que al parecer es un sobreviviente del incendio de 1896. Yéndonos hacia Santo Domingo hay una plaza que, al principio de la época colonial, era la plaza de Armas y que luego se conoció con el mismo nombre de la iglesia, siendo en la actualidad su nombre Plaza Colon. Dicha plaza también fue afectada por la construcción del túnel y esta fue regenerada a principios de la década del 00s, dicha remodelación mantuvo el teatro al aire libre Bogotá, pero reduciendo su capacidad, además de que se construyeron en ella dependencias municipales y subiendo al cerro por la calle Moran de Butron un pequeño colegio fiscal. Esta plaza no tenía mayor atractivo desde su nueva apariencia. De vez en cuando era utilizada por asociaciones culturales o grupos de fanáticos del anime, pero la alcaldía de Viteri le dio otro enfoque, y hoy es una plaza que rinde honor a los caídos por la pandemia que asolo Guayaquil en el 2020, dichos cambios corresponden a la colocación de nuevas esculturas hechas en material traslúcido y la colocación de placas de tamaño considerable en el cual se encuentran grabados 18.603 estrellas que simbolizan a cada una de las víctimas allá por los meses más terribles de marzo y julio del 2020. Y con respecto al teatro Bogotá también fue regenerado y hoy está cubierto por una especie de lona para favorecer así las obras teatrales en especial cuando hayan días de intenso calor. Yéndonos por la calle Moran de Butron se encuentra el Cerro Santa Ana, poblado hasta la "coronilla" de casas de regular presentación, por muchos años fue un lugar al que ni los guayaquileños querían recorrer, muy peligroso y abandonado, pero en la actualidad presenta una mejor cara  aunque la delincuencia jamás se fue del todo, hoy se ubican en el las escalinatas que suben hasta el faro hecho por la alcaldía de Nebot allá por el 2002, dichas escalinatas llamadas Diego Noboa en honor al expresidente, albergan un sinnúmero de negocios, sean estos pulperías, restaurantes, bares y discotecas. Y en la cima se encuentra un pequeño museo, además de un faro que representa al faro que en época de Rocafuerte se mandó a construir en la Isla del Amortajado o del Muerte cuando era Gobernador de la provincia. Junto a este en su lado oriental se ubica una pequeña capilla que se cree que fue el lugar donde se estableció la primera iglesia mayor en las primeras décadas de fundación española. La presencia de guardias privados contratados por el cabildo y de metropolitanos sirven para mantener el orden en especial en horas de la noche para que las cosas no se salgan de control. Subiendo por la Moran de Butron se encuentra una dependencia de la empresa concesionaria Interagua en los predios donde alguna vez estuvieron los aljibes de agua construidos hace ya un siglo, y junto a ellos se ubica un parque rudimentario pero bien mantenido donde alguna vez se ubicaba el viejo Hospital Militar, mucho antes de que se traslade al sector actual en los terrenos que fueron del Reed Park. Junto a los predios de la Politécnica del Litoral, se ubicaba una antigua piscina que por su arquitectura debió ser considerada patrimonial, pero en aras del progreso la municipalidad que era dueña del predio decidió darle otro uso, derrocando la antigua estructura para construir en él una estación de la Aerovia, generando descontento en algunos sectores de la opinión pública de la ciudad . Mientras las peñas que es el barrio más antiguo de Guayaquil, logró preservar sus construcciones de madera que datan en su totalidad de principios del siglo XX, aunque muchos creen que son coloniales no es así, todo este sector como se ha dicho anteriormente fue consumido por el incendio de 1896. El rescate de este barrio no vino solo con mantener las antiguas viviendas sino que algunas hoy sirven como sede del Ministerio de Cultura, otras casas como salas de exposiciones artísticas además de que en el 2017 se instaló en la casa Pintado el instituto Paulson que tiene como fin promover las artes escénicas la recuperación de los espacios ha permitido que esta parte de lo que fue Ciudad Vieja hoy sea un sitio importante del turismo local. Con respecto a la batería Planchada única estructura colonial que posee Guayaquil aunque podríamos decir que es un dato algo mentiroso, ya que a principios del siglo XX la vieja batería fue reconstruida y cubierta con materiales modernos que es hasta la fecha lo que se ve, y junto a este monumento histórico, se encuentra otro igual de importante que es el obelisco en honor al exalcalde León Febres-Cordero Ribadeneyra quien fue el artífice de la reconstrucción de Guayaquil y en especial de su malecón. Monumento polémico en su momento ya que hubo quienes no querían que sea colocado en aquel lugar.